# Абердин, Джордж Гамильтон-Гордон
Джо́рдж Га́мильтон-Го́рдон, 4-й граф Аберди́н (англ. George Hamilton-Gordon, 4th Earl of Aberdeen; 28 января 1784, Эдинбург — 14 декабря 1860, Лондон) — английский политический деятель, премьер-министр Великобритании в 1852—1855 годах. Был одним из лидеров тори, а с 1850 года — пилитов. В 1828−1830 и 1841−1846 годах занимал пост министра иностранных дел Великобритании.

## Биография
Джордж Гамильтон-Гордон происходил из старинного шотландского дворянского рода Гордонов. Первоначальное образование он получил в Хэрроу, а в 1801 г. отправился в Кембридж и в том же году наследовал после своего деда титул графа Абердина. Он получил образование в Хэрроу и в колледже Св. Иоанна в Кембридже, где получил степень магистра искусств в 1804 году. Путешествовал по Европе. Джордж Гамильтон-Гордон принимал участие в мирных переговорах в Амьене, после чего посетил Италию, Грецию и Малую Азию и вернулся из путешествия в 1804 году через Россию и Балтийское море. По возвращении в Великобританию основал Афинское общество, позднее присоединился к аристократическому клубу «Общество дилетантов». Граф Абердин известен своими сочинениями по эстетике и истории античного искусства, в числе которых следует упомянуть трактат «Исследование принципов красоты в греческой архитектуре» (Inquiry into the principles of beauty in Grecian architecture, Лондон, 1822).

## Политическая карьера
1806 — поступил в верхнюю палату в качестве шотландского представительного пэра, граф Абердин примкнул к партии тори, не принимая, впрочем, деятельного участия в политике; с особенным же пристрастием занимался научными исследованиями по археологии и истории искусства.
1813 — вёл переговоры о присоединении Австрии к коалиции против Наполеона I, заключил союзный договор в Теплице, склонил на сторону союзников неаполитанского короля Мюрата.
1814 — принимал участие в Шатильонском конгрессе; 31 марта вступил в Париж с союзниками. 18 июня 1814 г. возведён в звание пэра Великобритании с титулом виконта Гордона.
До 1828 г. занимался почти исключительно вопросами по сельскому хозяйству и в том же году был назначен сначала канцлером герцогства Ланкастерского, а потом, при Веллингтоне, министром иностранных дел. Занимая этот пост, он действовал в духе политики Меттерниха; враждебно относился к грекам, поддерживал Дона Мигеля и выказывал расположение к французскому министерству Полиньяка, хотя, впрочем, поспешил, не переставая придерживаться политики невмешательства, признать после июльского переворота воцарение Луи-Филиппа.
1830 — 16 ноября после вызванного реформенным движением роспуска кабинета Веллингтона и он сложил с себя должность. В короткий период промежуточного торийского министерства, с 14 ноября 1834 г. по 8 апреля 1835 г., Абердин занимал должность министра по военным и колониальным делам.
1841 — в новом торийском кабинете Пиля вторично получил портфель министра иностранных дел; тут он стал доступен к более либеральным идеям, выказал в споре с Америкой много миролюбия, но старался также восстановить прежние хорошие отношения с Австрией и Россией и во время посещения в 1844 г. Лондона императором Николаем Павловичем не сопротивлялся, по крайней мере открыто, его восточной политике. Торговые реформы Пиля вполне были одобрены Абердином, и, когда вследствие введения их министерству пришлось выйти в отставку в конце июня 1846 г., Абердин стал в верхней палате во главе средней партии, так называемых пилитов.
1852 — в конце февраля он отклонил сделанное ему предложение вступить во вновь образованное министерство Дерби и после роспуска последнего в декабре того же года принял на себя образование коалиционного правительства, в котором заняли места пилиты, виги, радикалы и ирландские либералы. Несколько месяцев спустя наступил Восточный кризис, при котором Абердин сначала старался занять положение посредника; когда же он нашёл себя вынужденным после Синопского сражения объявить войну России, то был признан ответственным за вялое её ведение. К этому ещё присоединились раздоры с Расселом и Пальмерстоном, привёдшие к падению правительства.
1855 — 1 февраля Абердин сдал печать королеве, наградившей его орденом Подвязки и впоследствии часто обращавшейся к нему за советами в государственных и частных делах. Долголетний опыт и честный образ действий Абердина как частного лица упрочили его влияние в верхней палате. До конца жизни граф Абердин интересовался искусством и наукой.
Наследовал графу Абердину его старший сын Джордж (28 сентября 1816 — 22 марта 1864 года).